# Þórríðr Þórkilsdóttir
Þórríðr Þórkilsdóttir (in faroese Turið Torkilsdóttir, in islandese Þurídur, norvegese e danese Turid, a volte anglicizzato come Thurid; Úlfdal, 960 – Skúvoy, 1047) è stata una donna potente e influente delle Fær Øer. Dopo la morte del primo marito, venne chiamata Turið Megineinkja, cioè la Vedova del capo.

## Biografia
Turið era figlia di Þórkell Barfrost e di Ragnhild Þoralfsdóttir. Intorno al 986 sposò il missionario faroese Sigmundr Brestisson, colui che introdusse il Cristianesimo nelle isole Fær Øer per ordine di re Olaf I Tryggvasson, durante la sua terza visita in Norvegia.
Secondo la Færeyinga saga (Saga dei faroesi) il matrimonio ebbe luogo presso la fattoria di Haakon Jarl, vicino Trondheim, e durò per sette giorni. Turið pare che gli avesse già dato una figlia, Þóra. Quello stesso autunno, la coppia e la loro figlia si trasferirono nelle Fær Øer (precisamente a Skúvoy), dove Turið visse per il resto della sua vita. Turið e Sigmundr ebbero altri quattro figli, Þórálfr, Steingrímr, Brandr e Heri Sigmundsson, che vissero tutti nella fattoria di Skúvoy. 